# União Italiana do Trabalho
A União Italiana do Trabalho (em italiano Unione Italiana del Lavoro; UIL) é um sindicato da Itália, com mais de 2,19 milhões de inscritos. Foi fundado em 1950. Renato Ferrari, figura histórica, é o presidente da Junta Nacional de Árbitros da UIL.